# Diana Lee Inosanto
Diana Lee Inosanto is een Amerikaanse actrice, regisseur, stuntvrouw en martial artist.
Ze regisseerde de film The Sensei (2008), en schreef het kinderboek The Curious Mind of Sebastian (2020). Als actrice behaalde ze internationale bekendheid met haar rol als Morgan Elsbeth uit de Star Wars franchise (The Mandalorian en Ahsoka).

## Martial Arts
Insanto's expertise is Jeet Kune Do, uitgebreid met Filippijnse martial arts zoals Eskrima.

## Privéleven
Inosanto is de dochter van martial art legende Dan Inosanto. Inosanto is getrouwd met martial artist Ron Balicki. Ze hebben samen twee kinderen.

## Filmografie
- Moonlighting (1986-1987) (actrice - 7 afleveringen)
- Barb Wire (1996) (stunts)
- Buffy the Vampire Slayer (1997-2002) (stunts - 7 afleveringen)
- Spy Game (1997) (stunts)
- Face/Off (1997) (stunts)
- Team Knight Rider (1997) (stunts)
- Red Corner (1997) (stunts)
- The Roseanne Show (1997) (stunts)
- Walker, Texas Ranger (1997-1998) (stunts - 4 afleveringen)
- Blade (1998) (stunts, actrice)
- The Patriot (1998) (stunts)
- The Last Man on Planet Earth (1999) (stunts)
- Wild Wild West (1999) (stunts)
- Mystery Men (1999) (stunts)
- MADtv (1999) (actrice - 1 aflevering)
- Life Streams (2000) (actrice, coproducent)
- Black Scorpion (2001) (stunts)
- Fists of Cheese (2002) (assistent-stuntcoördinator, associate producer)
- The Time Machine (2002) (actrice)
- Op Sundays (2002) (coproducent)
- A Ribbon of Dreams (2002) (associate producer)
- Modern Warriors (2002) (haarzelf)
- Star Trek: Enterprise (2002-2005) (stunts)
- Hulk (2003) (actrice)
- 10-8: Officieren van dienst (2003) (stunts)
- Resident Evil: Apocalypse (2004) (vechtchoreograaf)
- The Vault (2005) (actrice)
- Rent (2005) (actrice)
- The Prodigy (2006) (actrice, associate producer)
- The Fast and the Furious: Tokyo Drift (2006) (actrice)
- De Sensei (2008) (schrijver, regisseur, producer, actrice) [6]
- Sinners and Saints (2010) (coproducent, assistent-stuntcoördinator)
- I, Frankenstein (2014) (vechtsporttrainer van Aaron Eckhart / Socratis Otto )
- Spy (2015) (vechtsporttrainer van Melissa McCarthy )
- The Mandalorian (2020) (actrice - 1 aflevering)
- Ahsoka (2023) (actrice - 7 afleveringen) [7]
- Star Wars: Tales of the Empire (2024) (actrice - 3 afleveringen, stem)